# Christian Wilhelm Ludwig von Abeken

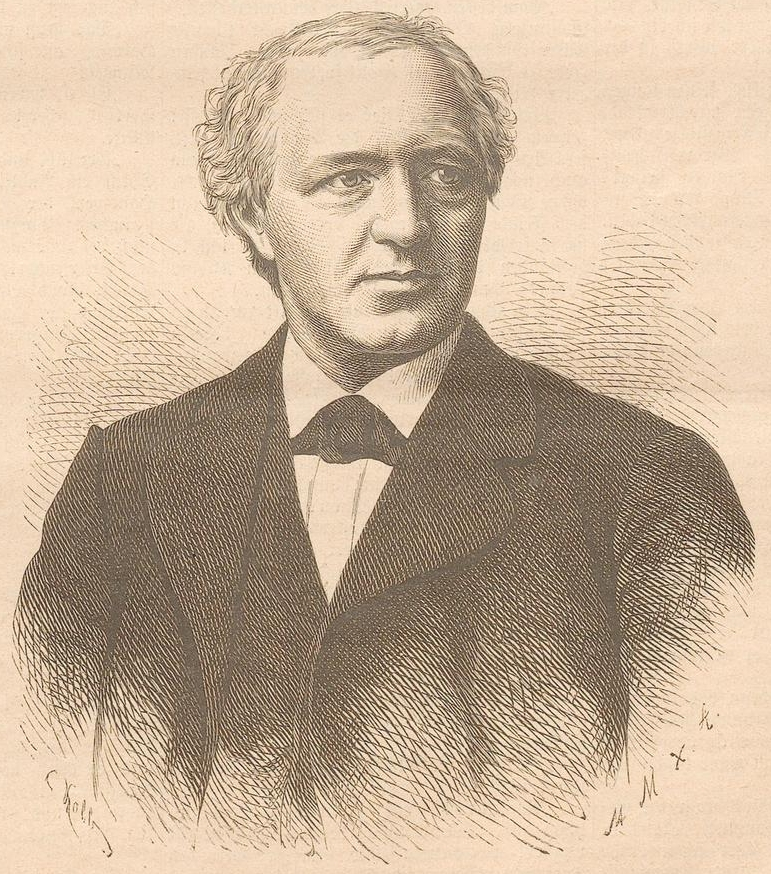
Christian Wilhelm Ludwig von Abeken (1886)

Christian Wilhelm Ludwig Abeken, seit 1878 von Abeken, (* 21. November 1826 in Dresden; † 15. Oktober 1890 ebenda) war ein deutscher Jurist und Politiker.

## Leben

### Herkunft
Christian Wilhelm Ludwig Abeken war der Sohn des aus Osnabrück stammenden Dresdner Kaufmanns Johann Christian Heinrich Abeken (1795–1873) und Laura Minona Abeken, geborene Spazier (1801–1852). Seine Mutter war Tochter des Komponisten Karl Spazier und ältere Schwester des späteren Schriftstellers Richard Otto Spazier.
Christian Wilhelm Ludwig Abeken war ein Neffe des Philologen Bernhard Rudolf Abeken.

### Werdegang
Christian Wilhelm Ludwig Abeken studierte nach dem Besuch des Gymnasiums an der Kreuzschule in Dresden von 1845 bis 1848 in Leipzig und Heidelberg Jura. In Leipzig wurde er 1846 Mitglied der Stahlgrauen Burschenschaft. Nach seinem Studium trat in den sächsischen Justizdienst. Er wurde 1856 Staatsanwalt in Borna, 1858 Bezirks-, 1863 Appellationsgerichtsrat am Appellationsgericht in Dresden, 1866 vortragender Rat im Justizministerium und Mitglied der Prüfungskommission.
Vom 1. Oktober 1871 bis 15. Oktober 1890 war er sächsischer Justizminister und Mitglied des Bundesrats. Er trennte 1873 Justiz und Verwaltung (Ablösung der Gerichtsämter in der Verwaltung durch die Amtshauptmannschaften sowie der Kreisdirektionen durch die Kreishauptmannschaften) und führte 1879 das Friedensrichteramt ein.
Am 18. Juni 1878 wurde er aus Anlass der silbernen Hochzeit des Königs geadelt. 1879 erhielt er den Ehrendoktortitel der Universität Leipzig. 1886 wurde er zum Domherrn des Domkapitels Meißen gewählt.
Er erhielt unter anderem das Großkreuz des Verdienstordens (1874), den Hausorden der Rautenkrone und den Roten Adlerorden 1. Klasse (1888).

### Familie
Christian Wilhelm Ludwig Abeken war mit Albertine Franziska Louise, geb. von Könitz (* 12. April 1840 in Augsburg; † 1. Dezember 1915 in Dresden), verheiratet. Das Paar hatte drei Kinder:
- Adolfine („Ada“) von Abeken (1864– nach 1943), ab 1916 Hoffräulein a. D. (außer Dienst), lebte in Dresden.
- Albert von Abeken (1865–1925), königlich-sächsischer Generalmajor und Brigadekommandeur.[6]
- Hans von Abeken (1867–1945), nach dem Ersten Weltkrieg lebte er als Kapitän zur See a. D. (außer Dienst) u. a. in Dresden.